# كارولين وير
كارولين وير (بالإنجليزية: Caroline Weir)‏ (20 يونيو 1995 بدنفيرملين في المملكة المتحدة - ) هي لاعبة كرة قدم بريطانية في مركز الوسط. شاركت مع منتخب اسكتلندا لكرة القدم للسيدات. أما مع النوادي، فقد لعبت مع نادي أرسنال للسيدات ونادي ليفربول لكرة القدم للسيدات وBristol City W.F.C. ‏ وHibernian W.F.C. ‏.

## وصلات خارجية
- كارولين وير على موقع الاتحاد الدولي (مؤرشف)  (الإنجليزية)
- كارولين وير على موقع الاتحاد الأوربي (الإنجليزية)
- كارولين وير على موقع الاتحاد الإسكتلندي (الإنجليزية)
- كارولين وير على موقع قاعدة بيانات كرة القدم.إي يو (الإنجليزية)
- كارولين وير على موقع Soccerway.com (الإنجليزية)
- كارولين وير على موقع عالم كرة القدم.نت (الإنجليزية)
- كارولين وير على موقع أوليمبيديا (الإنجليزية)
- كارولين وير على موقع اللجنة الأولمبية البريطانية (الإنجليزية)